# Discriminació per maternitat
Discriminació per maternitat és el tracte desigual que s'exerceix sobre una persona en funció de la seva condició de mare. La discriminació per maternitat és un fenomen universal, tant de forma implícita com explícita en diferents àrees de la societat, però especialment en els context laborals, jurídics i familiars (tasques de la llar).
A Espanya, a partir de la Constitució de 1978, s'obre un camí cap a la igualtat que reivindica a nivell jurídic els drets de les dones. Una vegada aprovada aquesta Constitució, es va generar una intensa activitat legislativa destinada a desenvolupar el principi d'igualtat. Alguns exemples d'articles dedicats a proclamar la igualtat són:
- L'article 14 reconeix la igualtat de tots els espanyols davant la llei, sense que pugui prevaler cap discriminació per raó de naixement, raça, sexe o religió, opinió o qualsevol altra condició o circumstància personal o social.
- L'article 35 consagra el dret i el deure al treball de tots els espanyols, a la lliure elecció de professió o ofici, a la promoció a través del treball i a una remuneració suficient per a satisfer les seves necessitats i les de la seva família, sense que en cap cas pugui fer-se discriminació per raó de sexe.
- L'article 32 manifesta que “Els ciutadans tenen dret a accedir en condicions d'igualtat a les funcions i càrrecs públics, amb els requisits que assenyalen les lleis.

No obstant el canvi legislatiu que protegeix la dona enfront de la discriminació, en la pràctica aquests preceptes igualitaris no s'han complert. La discriminació per maternitat palesa durant l'embaràs, al àmbit laboral i a la llar.

## Discriminació per embaràs
A Espanya la bretxa salarial augmenta amb l'edat, principalment després dels 30 anys, moment en què moltes espanyoles viuen el seu primer embaràs. Els alts índex de temporalitat, principalment entre els joves, incentiven a la no-renovació de contractes en cas d'embaràs. Les dones retarden el seu embaràs, o fins i tot renuncien a tenir fills, perquè la maternitat no les perjudiqui a la feina.
Els actuals mecanismes per denunciar la discriminació d'aquest tipus, també són motius de crítiques. Si ve la càrrega de prova recau en l'empresa, per arribar a judici la víctima ha d'aportar un indici substancial. Una cosa que difícilment es pot extreure d'una conversa verbal, com és una entrevista de feina clàssica.
La polèmica és una “excel·lent oportunitat perquè s'obri una reflexió.” perque lamentablement, les dones en aquest país encara pateixen el “dilema” de ser o no mares davant els possibles perjudicis a la seva carrera professional. L'estadística així ho corrobora. La diferència salarial entre homes amb estudis superiors i dones amb la mateixa formació és, entre el 23 i el 27 anys, del 20%; creixs fins al 27% a l'edat de 37 y 42 anys i continua creixent fins als 35% a l'edat de 41 als 46 anys.
“Perquè la maternitat no sigui un obstacle en les nostres carreres, hem d'exigir total corresponsabilitat amb les nostres parelles, com a les empreses com al Govern.”, considera la socia-directora de Cobertis, Anna de Quirós, aquesta empresaria d'una pime de 27 empleats, reivindica més permís de paternitat, per amb un acompanyament per part del govern, per cobrir les baixes, així com a més inversión en serveis socials, com per exemple, escoles bressol.
Moltes esportistes d'elit tenen prohibida la gestació, les pilots d'avió i hostesses han de demostrar que no están en cintes quan aspiren a un lloc de treball i l'embaràs continua sent un problema en molts sectors professionals.

## Discriminació de les dones per desigualtat en la repartició de les tasques i cura d'altres persones
Els treballs que atenen les necessitats físiques, emocionals i psicològiques de terceres persones, com al cas de nens, gent gran, persones amb malalties o diversitat funcional, són majoritàriament realitzats per dones.
Les tasques que es duen a terme estan relacionades amb l'alimentació, la salut, la higiene, l'educació, els àpats, l'acompanyament a centres sanitaris o a l'escola, tant en el marc de la llar, de forma gratuita o a la feina remunerada.
A Catalunya, les dones ocupen un 90% de les persones que es dediquen a treballs domèstics remunerats. D'altra banda, a Barcelona el temps dedicat a la cura és del 71% en el cas de les dones, enfront del 52,1 dels homes.
Podem trobar tres perfils més freqüents de dones cuidadores:
- Dones grans que cuiden els seus marits, havent assumit aquest rol al contracte matrimonial.
- Dones joves amb familiars dependents a carg (principalment pares i mares).
- Dones joves amb fills o filles a carg.

Aquest rols es viuen amb més o menys sensació d'incomprensió, ràbia o culpa, dependent del cas. Però generalment coincideix amb un empitjorament de les relacions socials i afecta també a la situació econòmica.

## El mobbing en la maternitat
Un altre tipus de discriminació per maternitat que afecta a la dona és el mobbing maternal. Es defineix mobbing maternal a les conductes de violència psicològica reiterades envers la dona en l'àmbit del treball, des de l'embaràs fins a la lactància, prolongant-se en casos després d'aquesta (reducció de jornada per cura del menor).
La maternitat es troba molt protegida en l'entorn jurídic laboral al nostre país, té prioritat la permanència a l'empresa vers la resta de treballadors, quedant totalment blindada davant un acomiadament. Aquesta és la conseqüència final, però la discriminació ve donada per la seva condició de mares treballadores; apartades de funcions que abans eren del seu lloc de treball o són relegades a fer tasques inferiors a les pròpies del seu lloc de treball o a vegades, no se’ls hi dona treball efectiu. L'objectiu de l'empresari és que la persona signi la seva renuncia voluntaria al lloc de treball.